# Joe O’Boye
Joe O’Boye (* 6. März 1960) ist ein englisch-irischer Snookerspieler. Von 1985 bis 1997 spielte er 11 Jahre lang auf der Profitour.

## Karriere

### Wilde Jugend
Joe O’Boye startete während seiner Snookerkarriere für England und für die Republik Irland und gehörte in Wettkämpfen irischen Teams an. Aufgewachsen ist er aber im englischen Leicester. Sein frühes Vorbild war der aus der Nähe stammende Willie Thorne, von dem er sich seinen Spielstil des offensiven Break-Buildings abschaute. Thorne war zeitweise auch sein Trainer und er spielte in seinem Snookerclub in der Stadt. O’Boye war talentiert, aber auch undiszipliniert, und hatte Probleme mit Spielsucht und Alkohol. Deshalb kam es zum Zerwürfnis zwischen den beiden und er bekam Hausverbot in Thornes Club. Er ging nach London und freundete sich mit dem zwei Jahre jüngeren Jimmy White an, mit dem er viele Gemeinsamkeiten hatte. Bei den Home Internationals 1980 tranken sie gemeinsam vor einem Spiel, das der 17-jährige White prompt verlor und das fast zu seinem Rauswurf geführt hätte. White gewann 1979 die englische Amateurmeisterschaft und O’Boye folgte ihm ein Jahr später. Dadurch waren sie beide für die Amateurweltmeisterschaft in Tasmanien qualifiziert. Nach ihrer Ankunft in Australien machten sie sich unerlaubt davon, sie vertranken und verspielten am ersten Tag ihr gesamtes Budget von 1500 £ und mussten sich 10 Tage ohne Geld durchschlagen. Aber während White das Turnier gewann, schied O’Boye mit nur einem Sieg aus.

### Erste Profijahre
White wurde direkt danach Profi, O’Boye bewarb sich dreimal in Folge für den Profistatus und wurde dreimal wegen seiner Eskapaden von der WPBSA abgelehnt. Beim dritten Mal war Thorne eines der drei Mitglieder des WPBSA-Gremiums. Sein Stammclub war inzwischen der King’s Cross Snooker Club im Herzen Londons geworden, wo er unter anderem mit Tony Drago und Peter Ebdon trainierte. 1985 wurde er schließlich als 25-Jähriger doch noch zugelassen. Seinen ersten größeren Erfolg hatte er beim Grand Prix, wo er den ebenfalls in dieser Saison seine Profikarriere startenden Jungstar Stephen Hendry und mit Bob Chaperon und Perrie Mans zwei Profis aus den Top 48 schlug, bevor er in der Runde der Letzten 32 knapp mit 4:5 gegen Jimmy White verlor. Bei den nächsten beiden Turnieren erreichte er jeweils die dritte Runde. In der Saison 1986/87 besiegte er wieder beim Grand Prix den Weltranglistenzweiten Cliff Thorburn und kam wieder unter die Letzten 32. Bei allen anderen Ranglistenturnieren erreichte er die Runde der Letzten 64. Seinen größten Erfolg hatte er aber bei der Irischen Profimeisterschaft. Mit einem Sieg über Eugene Hughes, die Nummer 20 der Welt, erreichte er das Finale, hatte dann aber gegen den Weltranglistendritten Dennis Taylor beim 2:9 keine Chance. Das Turnier zählte nicht zur Rangliste, so dass O’Boye mit Platz 55 nach zwei Profijahren noch nicht besonders weit gekommen war. Im Jahr darauf bildete er mit Hughes und Paddy Browne das Team Irland beim World Cup, aber die ausgeschiedenen Taylor und Alex Higgins, die dreimal in Folge den Titel geholt hatten, konnten sie nicht ersetzen.
Zu Beginn der nächsten Saison gelang ihm beim International Open erstmals der Sprung unter die Letzten 8. Danach kamen einige schwächere Ergebnisse, bevor er beim British Open 1988 – unter anderem mit Siegen über die Top-32-Spieler Dean Reynolds und John Campbell – die Platzierung wiederholen konnte. Eine Erstrundenniederlage bei der Weltmeisterschaft verhinderte aber, dass er über Platz 35 in der Rangliste hinaus aufstieg. Umso besser lief es dafür bei der WM 1989. Mit Siegen über Tony Wilson, Danny Fowler und Barry West schaffte er es in die Finalrunde der Letzten 32 im Crucible. Sein erstes Match in der berühmten Arena verlor er mit 6:10 gegen Silvino Francisco. Davor war die Saison 1988/89 aber nicht so erfolgreich verlaufen. Immerhin erreichte er bei der UK Championship ebenfalls die Runde der Letzten 32, sonst verlor er aber spätestens in der ersten Hauptrunde der Ranglistenturniere, weshalb er insgesamt auf der Stelle trat.

### Rückschläge und Karriereende
In seinem fünften Profijahr gab es dann nur noch einen Höhepunkt: das Erreichen der Runde der Letzten 32 bei der UK Championship, nachdem er den Weltranglistenzehnten Doug Mountjoy mit 9:8 niedergerungen hatte. Dadurch konnte er sich gerade noch in den Top 64 halten. Doch die Rückschläge häuften sich. Bei der folgenden UK Championship verhalf er Tony Drago zum schnellsten Sieg bei einem Best-of-17-Match: In nur 81 Minuten hatte er 0:9 verloren. Durch seine gesamte Karriere zogen sich aber seine Alkoholprobleme und immer wieder Ausfälle, die zu Strafen und Sperren führten. Tiefpunkt waren seine Suspendierung beim Classic 1991 wegen der Beleidigung von Mitarbeitern und sein Ausschluss von der Weltmeisterschaft ein paar Monate später. Dabei hatte die Saison mit dem Viertelfinale beim One Frame Shoot-out und der Runde der Letzten 32 beim Asian Open mit einem Sieg über die Nummer 16 Alain Robidoux verheißungsvoll begonnen. So fiel er aber immer weiter zurück und nur, weil die WPBSA die Profibeschränkung in den 1990ern aufhob, konnte er weiter an den großen Turnieren teilnehmen.
1992 konnte er sich mit nur einem Top-64-Ergebnis beim Classic nicht mehr in den Top 100 halten. Bis 1997 blieb er noch in den Top 200, bis er sich auch da nicht mehr halten konnte. Beim International Open 1994 erreichte er mit einem weiteren Sieg über Alain Robidoux zum letzten Mal die Runde der Letzten 32. Überhaupt schaffte er es danach nicht mehr in ein Hauptturnier. In der Saison 1996/97 trat er gar nur noch viermal an und verlor alle Matches, zwei davon zu Null. Damit war seine Profikarriere im Alter von 37 Jahren praktisch beendet. O’Boye nahm bis 2001 nur noch sporadisch an der neu eingeführten zweitklassigen UK Tour sowie an den für alle offenen Masters- und WM-Qualifikationen teil.

## Erfolge
Ranglistenturniere:
- Viertelfinale:
  - International Open (1987)
  - British Open (1988)
- WM-Finalrunde (Letzte 32 1989)

Andere Profiturniere:
- Irish Professional Championship:
  - Finale 1987
  - Halbfinale 1988

Amateurturniere:
- Englischer Meister (1980)